# علجوم أخضر إفريقي
العلجوم الأخضر الإفريقي أو الضفدع الأخضر الأفريقي هو نوع من العلاجم يتواجد في شمال أفريقيا من المغرب إلى مصر، وفي جزر صقلية وجزيرة الراهب ولنبذوشة وأوستيكا الإيطالية. ووصفت المجموعات الموجودة في الجزر الإيطالية كنوع منفصل، العلجوم الأخضر الصقلي (B. siculus) في عام 2008، ولكن السلطات تعامله على أنه نويع فرعي من العلجوم الأخضر الأفريقي لأنهما متشابهان أو مرتبطان ارتباطًا وثيقًا. كلاهما كانا مدرجين تاريخيا في العلجوم الأخضر الأوروبي ( B. viridis )، وقد أدرجا جميعا في جنس علجوم البوفو. ويمتد تواجد العلجوم الأخضر الأفريقي شرقًا إلى سيناء وبلاد الشام، وعثر عليه في المناطق الساحلية إلى هضاب المرتفعات في الغابات والأراضي العشبية وشبه الصحاري والصحاري، ويتكاثر في البرك والموائل المؤقتة.